# Acacia melvillei
Acacia melvillei — вид квіткових рослин з родини бобових. Ареал: Австралія (Вікторія, Квінсленд, Новий Південний Уельс)).

## Середовище
Росте на суглинних, глинистих і піщаних ґрунтах. Гербарні зразки були зібрані з чагарників, відкритих лісів і іноді з невеликих ділянок місцевої рослинності біля доріг або вздовж пасовищ.

## Біоморфологічна характеристика
Ця акація — дерево заввишки до 15 метрів. Гілочки голі. Вічнозелені, шкірясті філодії мають вузькоеліптичну або видовжено-еліптичну форму, досить прямі, у довжину від 5 до 10 см і вшир від 5 до 25 мм, і мають багато близько паралельних неясних жилок, де 1–3 виступають більше, ніж інші. Цвіте між серпнем і листопадом, утворюючи суцвіття групами від трьох до п'яти, розташованих на пазушній осі довжиною від 1 до 6 мм, і має сферичні квіткові головки діаметром від 4 до 6 мм, що містять від 30 до 50 щільно упакованих яскраво-жовтих квіток. Прямі плоскі стручки мають більш-менш прямі боки, але стиснуті між деякими насінинами. Стручки мають довжину до 9 см і ширину від 7 до 10 мм, рідко запушені.

## Використання
Цей вид іноді використовується для виготовлення стовпів для огорож, але невідомо, як часто та в яких кількостях заготовляється ця деревина.